# Red Dot

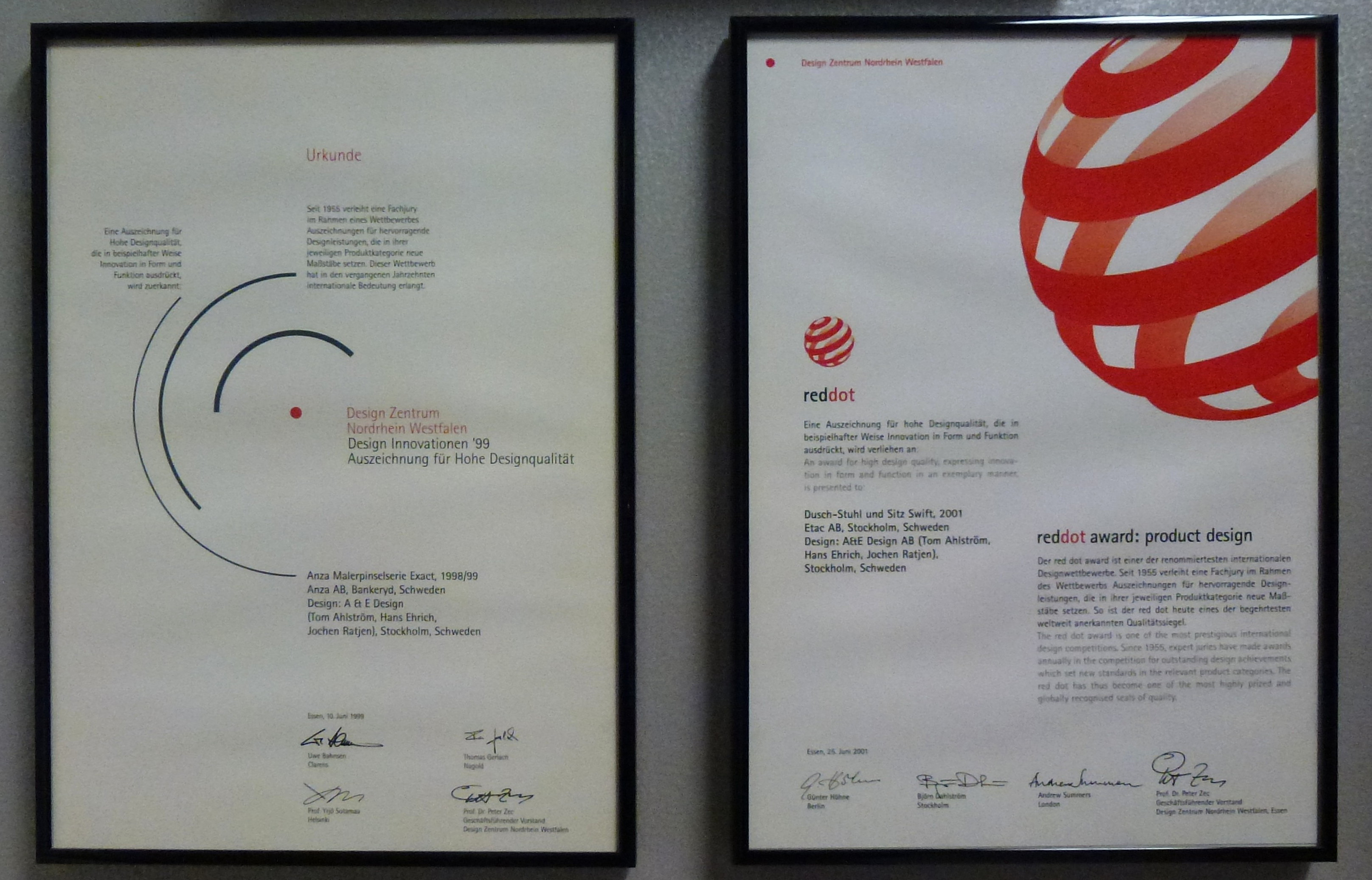
A&E Design Red Dot diploma

De Red Dot Design Award is een internationale prijs voor design die sinds 1955 jaarlijks uitgereikt wordt door het Design Zentrum Nordrhein Westfalen in Essen.
Jaarlijks zijn er ongeveer 11000 inzendingen uit 61 landen.

## Categorieën
Er zijn drie categorieën, te weten productdesign, designfirma's en designconcepten.
Winnaars kunnen zich het "Red Dot-label" toemeten en verschijnen in het Red Dot-jaarboek.

### Productdesign / designteam
Deze categorie bestaat sinds 1955 en was tot 2000 gekend als "Design Innovationen". De winnende producten worden tevens tentoongesteld in het Red Dot Design Museum in de gebouwen van het voormalige steenkoolcomplex "Zollverein" te Essen.
In deze categorie worden ook designteams ("Red Dot: Design Team of the Year") gekozen die door hun ontwerpen invloed hadden op de wereldmarkt.
Winnaars
- 2019: JoyRider Rolstoel
- 2018: Arburg
- 2017: Uselab
- 2016: Blackmagic Industrial Design Team
- 2015: Alpine Hearing Protection
- 2014: Veryday
- 2013: Lenovo Design & User Experience Team
- 2012: Michael Mauer & Style Porsche
- 2011: Paul Flowers en het Grohe Design Team
- 2010: Stephan Niehaus en het Hilti Design Team
- 2009: Tupperware World Wide Design Team
- 2008: Michael Laude en het Bose design team
- 2007: Chris Bangle en het Design Team BMW Group
- 2006: LG Corporate Design Center
- 2005: adidas Design Team
- 2004: Pininfarina Design Team
- 2003: Nokia Design Team
- 2002: Apple Industrial Design Team
- 2001: Festo Design Team
- 2000: Sony Design Team
- 1999: Audi Design Team
- 1998: Philips Design Team
- 1997: Michele De Lucchi Design Team
- 1996: Ideo Design Team, Bill Moggridge
- 1995: Siemens Design Team, Herbert Schultes
- 1994: Mercedes-Benz Design Team, Bruno Sacco
- 1993: frogdesign, Hartmut Esslinger
- 1992: Neumeister Design, Alexander Neumeister
- 1991: Moll Design, Reiner Moll & Partner
- 1990: Slany Design Team
- 1989: Braun Design Team
- 1988: Leybold AG Design Team

### Communication design
Sinds 1993 wordt deze prijs uitgereikt waarbij reclame, media en geluidsdesign en bedrijfsstijl centraal staan. 
Binnen deze categorie worden sinds 2008 ook designbureaus (""Red Dot: Design Agency") gekozen die binnen het milieu invloed hadden. Deze ontvangen de "Stylus".
De organisatie houdt ook een lijst bij hoe succesvol de verschillende designbureaus zijn. Deze ranking wordt bepaald aan de hand van de productiviteit en kwaliteit van de laatste vijf jaar.
Winnaars
2008: Strichpunkt

### Designconcept
Sinds 2005 worden ook concepten of vernieuwende visies en ideeën bekroond. Hierbij staan nieuwe bewegingen en opkomende talenten centraal.